# Vereinigung der XI
Die Berliner Künstlergruppe Vereinigung der XI war neben der Münchner Sezession die bedeutendste sich vom bestehenden Kunstbetrieb emanzipierende Künstlervereinigung in Deutschland. Sie gründete sich am 5. Februar 1892 nach dem Vorbild der seit 1883 bestehenden Brüsseler Künstlergruppe Les Vingt und löste sich mit Gründung der Berliner Secession 1898 wieder auf.

## Mitglieder
Bei den unmittelbar vor der Gründung stattfindenden regelmäßigen Treffen (Stammtischrunde) kamen diese neun Künstler zusammen:
- Jacob Alberts (1860–1941)
- Hans Herrmann (1858–1942) – Mitglied bis 1898
- Ludwig von Hofmann (1861–1945)
- Walter Leistikow (1865–1908)
- George Mosson (1851–1933)
- Konrad Müller-Kurzwelly (1855–1914) – Mitglied bis 1894
- Hugo Schnars-Alquist (1855–1939)
- Friedrich Stahl (1863–1940)
- Hugo Vogel (1855–1934) – Mitglied bis 1898

Diese neun Mitglieder bemühten sich nach ihrem Entschluss zur Gründung der Künstlervereinigung erfolgreich um die Unterstützung und Teilnahme der damals in Kunstkreisen bekannten Persönlichkeiten:
- Max Liebermann (1847–1935)
- Franz Skarbina (1849–1910)

Die Anzahl der elf Mitglieder blieb konstant, für die ausscheidenden Künstler rückten andere nach:
- 1894 Max Klinger (1857–1920)
- 1898 Dora Hitz (1856–1924)
- 1898 Martin Brandenburg (1870–1919)

1897 wurde Arnold Böcklin (1827–1901) Ehrenmitglied ohne Ausstellungsmitwirkung. Als Gäste wur- den der Franzose Jean-Charles Cazin (1841–1901) und Hans Baluschek (1870–1935) eingeladen.
Eine einheitliche Kunstrichtung gab es nicht, wenn man von einer Hinwendung zum
Porträt, zur Natur, zum Privaten, zur Stimmung und damit zum Landschaftsbild absieht.

## Geschichte

### Hintergrund
Kaiser Wilhelm II. unterstützte traditionelle Kunstrichtungen (Historismus) und sprach sich gegen modernere Stilrichtungen (Expressionismus oder  Impressionismus) aus, die seiner Vorstellung von Kunst nicht entsprachen. Er entwickelte dabei großen Ehrgeiz, die Kunst seiner Zeit selbst zu lenken. Sein bevorzugter Maler und künstlerischer Berater war Anton von Werner (1843–1915), gleichzeitig Vorsitzender des Vereins Berliner Künstler und Direktor der Königlichen Akademie der Künste. Die jährlich stattfindende und vom Verein Berliner Künstler organisierte Große Berliner Kunstausstellung blieb das Schaufenster des etablierten Kunstbetriebes. Künstler mit neuen Ausdrucksformen hatten dort keine Möglichkeit, ihre Werke einer breiten Öffentlichkeit zu präsentieren.

### Zweck und Aktivitäten der „Elf“
Die Vereinigung der XI nannte sich anfangs selbst „Freie Vereinigung zur Veranstaltung von künstlerischen Ausstellungen“. Ziel war es, die eigenen, dem etablierten Kunstbetrieb nicht zugänglichen Werke einer Öffentlichkeit zu präsentieren und zu verkaufen. Auch wollte man das Kunstleben Berlins revolutionieren und dem preußischen Kunstbegriff eine Alternative entgegensetzen.
Walter Leistikow schrieb dazu 1896:

„Was uns zusammenführte, war allein der Wunsch, eine kleine gemeinsame Ausstellung zu arrangieren, in der jeder frei und ungeniert, ohne Rücksicht auf Wünsche und Liebhabereien des kaufenden Publikums, ohne ängstliches Schielen auf Paragraphen der Ausstellungsprogramme sich geben konnte.  … Von dieser Idee versprachen wir uns Vergnügen und der Kunst der Hauptstadt … nun ja, vielleicht ein bisschen Erfrischung, ein bisschen Erregung – und damit: Leben.“

Jeweils im ersten Quartal des Jahres wurden Gemälde, Zeichnungen, Graphiken, einige Objekte aus dem Bereich des Kunsthandwerkes sowie einmalig eine Skulptur im privaten Berliner Kunsthandel ausgestellt, 1892 bis 1898 im Kunstsalon von Eduard Schulte Unter den Linden und 1899 vor Auflösung und Übergang in der Berliner Secession in der Kunsthandlung Keller & Reiner.
Dass die Elf ihre Gruppenausstellungen autonom und eigenverantwortlich in Zusammenarbeit mit den Galeristen organisierten war eine neue Antwort auf den Ausstellungs- und Kunstmarkt in Deutschland.

### Freie Künstlervereinigung
Im Jahr 1892 organisierte der Verein Berliner Künstler die erste Ausstellung des norwegischen Malers Edvard Munch in Deutschland. Die 55 Werke sorgten sofort für großen Unmut – schon sieben Tage nach Eröffnung schloss der Verein die Schau vorzeitig. Wiederum aus Protest gegen die Schließung gründete sich unter erheblicher Mitwirkung der Gruppe der XI eine nur kurzlebige Freie Künstlervereinigung, der Spaltungsprozess im Verein Berliner Künstler setzte sich fort.

### Auflösung
Die Berliner Secession war 1898 mit Max Liebermann als Präsidenten gegründet worden, was gleichzeitig die Auflösung der XI bedeutete, da acht der ehemaligen Mitglieder sich der Secession anschlossen.

## Ausstellung
- 30. Mai 2019 – 15. September 2019: Skandal! Mythos! Moderne! Die Vereinigung der XI  in Berlin, Bröhan-Museum